# Jakob Sande

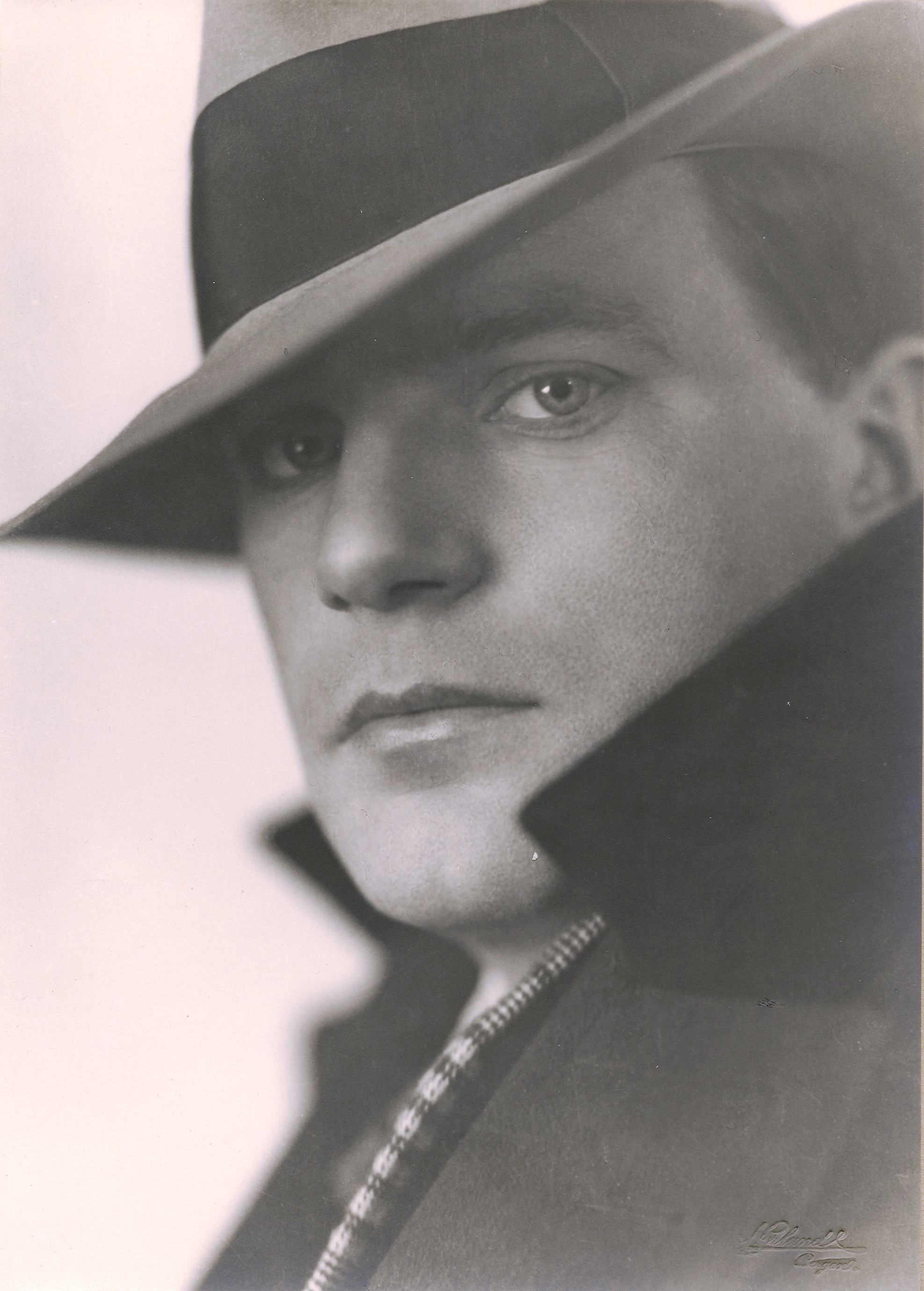
Jakob Sande

Jakob Sande (* 1. Dezember 1906 in Dale in Fjaler; † 16. März 1967 in Oslo) war ein norwegischer Schriftsteller, Dichter und Sänger. Er gilt als ein bedeutender Nynorsk-Poet Norwegens.

## Leben
Jakob Sande wurde 1906 in Dale i Sunnfjord (Fjaler) geboren. Sein Vater war der Lehrer und Bürgermeister Andreas Sande, seine Mutter Ragna Margrethe war sehr literaturinteressiert. Seine ersten Gedichte und Lieder schrieb er in seiner Schulzeit in Dale und in Nordfjordeid. Im September 1926 begann er ein Philologiestudium in Oslo und veröffentlichte im Jahr 1929 eine erste Gedichtsammlung.
Im Frühjahr 1933 heuerte er nach Abschluss seines Studiums als Deckjunge auf einem Schiff an, das ihn bis nach Amerika brachte. Über diese Reise berichtete er für die Zeitung Dagbladet und veröffentlichte im Herbst desselben Jahres die Gedichtsammlung Frå Sunnfjord til Rio, in der das Seemannsleben eine prominente Rolle spielt.
Anschließend arbeitete er als Lehrer in einem Gymnasium in Fredrikstad und nach dem Zweiten Weltkrieg in der gleichen Position in Oslo. 1942 heiratete er Solveig Ytterlid, die Tochter Siri Sande wurde 1943 geboren. Gegen Ende der 50er Jahre baute er sich in Flekke in Fjaler eine Hütte, in der häufig die Sommer verbrachte.
1963 entschloss er sich, sich ganz seiner Tätigkeit als Dichter zu widmen. Dafür erhielt er ein staatliches Stipendium in Höhe von 15.000 Kronen, das ihm auch für die beiden Folgejahre versprochen wurde. Allerdings nahm seine Gesundheit in diesen Jahren rapide ab, im Jahr 1967 starb er im Krankenhaus Ullevål in Oslo.

## Werk
Jakob Sandes Gedichte sind als humorvolle, oftmals gar groteske Werke in die norwegische Literaturgeschichte eingegangen. Besonders anfangs seiner Karriere schlug ihm von Seiten konservativer Christen Widerstand wegen seiner als anzüglich geltenden Sprache und Themen entgegen, doch seine Werke erfreuten sich bei der Bevölkerung großer Beliebtheit. Dazu beigetragen hat auch die Tatsache, dass die Gedichte oftmals als Lieder vertont wurden, wie etwa sein Gedicht Det lyser i stille grender, das sich als Weihnachtslied großer Beliebtheit erfreut. Insgesamt erschienen mehr als 20 Alben mit vertonten Gedichten Sandes von unterschiedlichen Interpreten.
Im Jahr 2006, aus Anlass von Sandes 100. Geburtstag, nahm der färöische Sänger Hanus G. Johansen zusammen mit der Gruppe Aldubáran ein Album mit von ihm eingespielten Versionen seiner Gedichte auf.

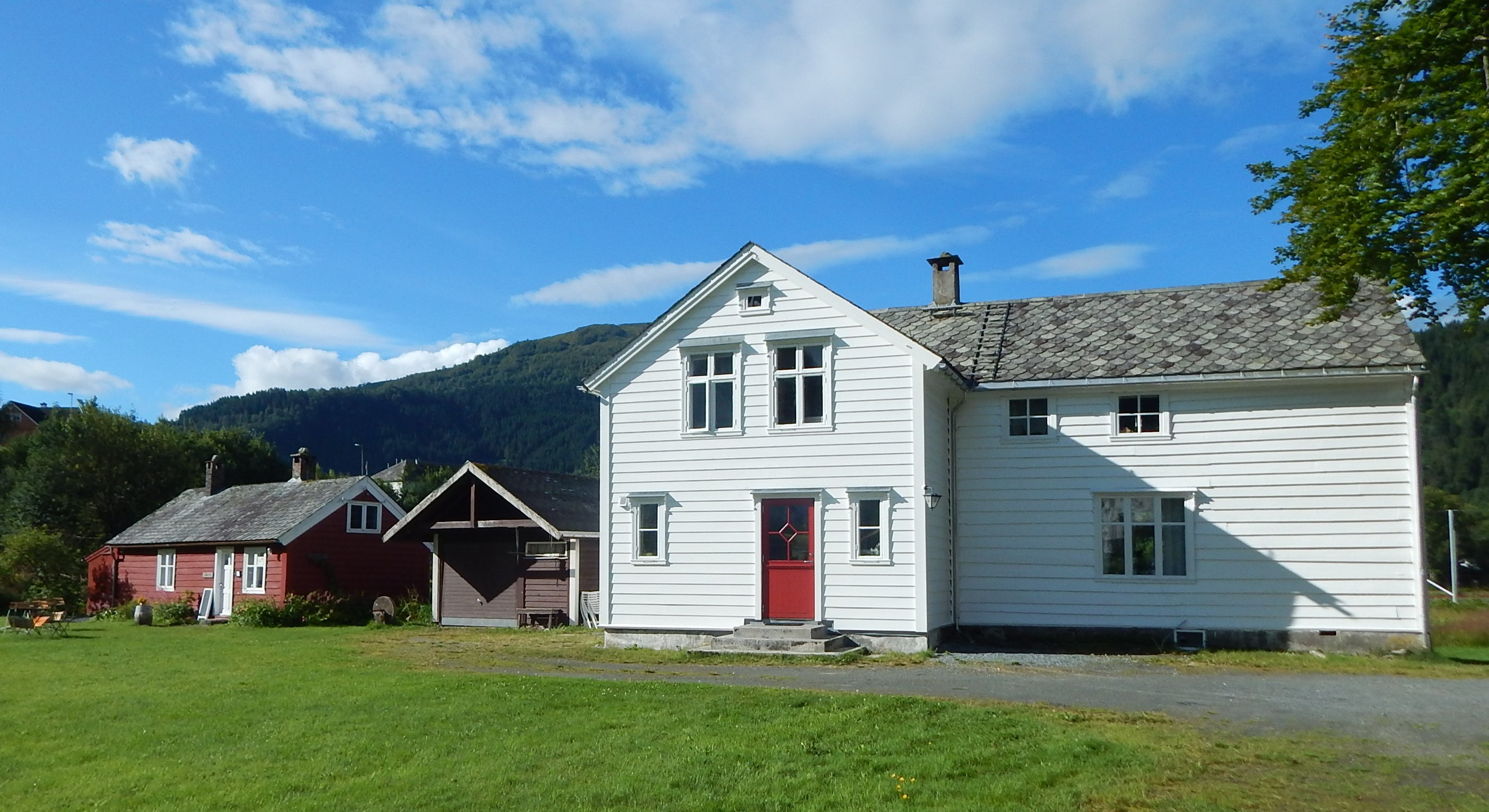
Klokkagarden, wo Jakob Sande geboren wurde, beheimatet heute das Jakob-Sande-Zentrum für Erzählkunst

Im Zentrum von Dale i Sunnfjord wurde im Jahr 2002 eine Statue, die den Vesle Daniel aus Sandes gleichnamigen Gedicht zeigt, enthüllt. Das Haus, in dem Jakob Sande aufwuchs, beheimatet seit 2020 das Jakob Sande-senter for forteljekunst (dt. Jakob Sande-Zentrum für Erzählkunst).

## Auszeichnungen
- 1952: Gyldendals Auszeichnung
- 1966: Doblougpreis

## Werke
- 1929: Svarte næter (Gyldendal, Oslo)
- 1931: Storm frå vest (Gyldendal, Oslo)
- 1933: Frå Sunnfjord til Rio (Gyldendal, Oslo)
- 1935: Straumar i djupet, Novelle (Gyldendal, Oslo)
- 1936: Villskog (Gyldendal, Oslo)
- 1943: Eit herrens vêr, Novelle (Tell forlag, Oslo)
- 1945: Guten og grenda (Gyldendal, Oslo)
- 1946: Skarlagensnora, Novelle (Gyldendal, Oslo)
- 1950: Korn og klunger (Gyldendal, Oslo)
- 1955: Sirius (Gyldendal, Oslo)
- 1961: Det kveldar på Kobbeskjer (Gyldendal, Oslo)
- 1992: Sjømannen Jakob Sande: brev og dikt (Samlaget, Oslo)